# Робер Нівель
Робер Жорж Нівель (фр. Robert Georges Nivelle; 15 жовтня 1856, Тюль — 22 березня 1924, Париж) — французький воєначальник, головнокомандувач французької армії (1916—1917), дивізійний генерал (1915). Кавалер Великого Хреста ордену Почесного легіону (1920), учасник Боксерського повстання та Першої світової війни. Талановитий артилерист, прославився у перший половині світової війни, командуючи з'єднаннями, об'єднаннями французької армії. Майстерно керував боями та битвами, особливо відзначився у Верденській битві, будучи командувачем 2-ї армії здобув велику перемогу. У 1917 році на посаді головнокомандувача французьких збройних сил ініціював та провів вирішальну битву, яка отримала назву на його честь. Проте, зазнавши колосальних втрат у живій силі, мети наступу на здобув. Був відсторонений від посади.

## Біографія
Військова кар'єра
- 1878 — суб-лейтенант
- грудень 1913 — полковник
- жовтень 1914 — бригадний генерал
- грудень 1915 — дивізійний генерал

Робер Жорж Нівель народився 15 жовтня 1856 року у французькому провінційному містечку Тюль у Коррезі, в родині батька-француза та матері англійської протестантки. 1878 році після закінчення «Політехніки Еколь» він розпочав свою службу в артилерійських підрозділах французької армії. До Першої світової війни пройшов шлях від суб-лейтенанта до полковника артилерії у грудні 1913 року. За час служби Нівель неодноразово відзначався в Алжирі, Тунісі та Китаї під час повстання боксерів (1898—1901).
Початок Першої світової війни зустрів у посаді командира 5-го артилерійського полку 7-ї артилерійської бригади 7-го армійського корпусу французької армії з дислокацією в Безансоні. Нівель зіграв одну з ключових ролей у завдаванні поразки німецьким військам під час битви в Ельзасі, в першій битві на Марні та першій битві на Ені. Продемонстрував у цих боях найвищу майстерність, відмінні лідерські якості, вміння організувати та керувати інтенсивним артилерійським вогнем з маневром артилерійськими силами і засобами в складних бойових умовах.
У жовтні 1914 року його було підвищено до звання бригадного генерала і призначено командиром 29-ї піхотної бригади. З лютого 1915 року — командир 61-ї піхотної дивізії. У березні 1915 року став командиром 3-го армійського корпусу, який зіграв провідну роль в обороні фортеці Верден.
21 лютого 1916 року розпочалася Верденська битва, під час якої Нівель був підпорядкований командувачу 2-ї армії генералу Філіппу Петену. Коли Петена призначили командувати Французькою центральною армійською групою, Нівель прийняв у нього 2-у армію, яка воювала проти німців у Вердені. 7 травня німецькі війська генерала фон Гальвіца, застосувавши хімічні снаряди зелений хрест, здобули висоту 304, а 20 травня — висоту Морт-Омм. Протягом червня — початку липня кайзерівські війська вжили низку несамовитих спроб опанувати Верден (Вільгельм II наказав взяти фортецю до 15 червня). 2 червня німці ціною великих втрат блокували форт Во, а 7 червня примусили його до капітуляції. 1 липня розпочався англо-французький наступ на Соммі і під тиском обставин німецьке командування було змушено зняти частину своїх сил з-під Вердена.

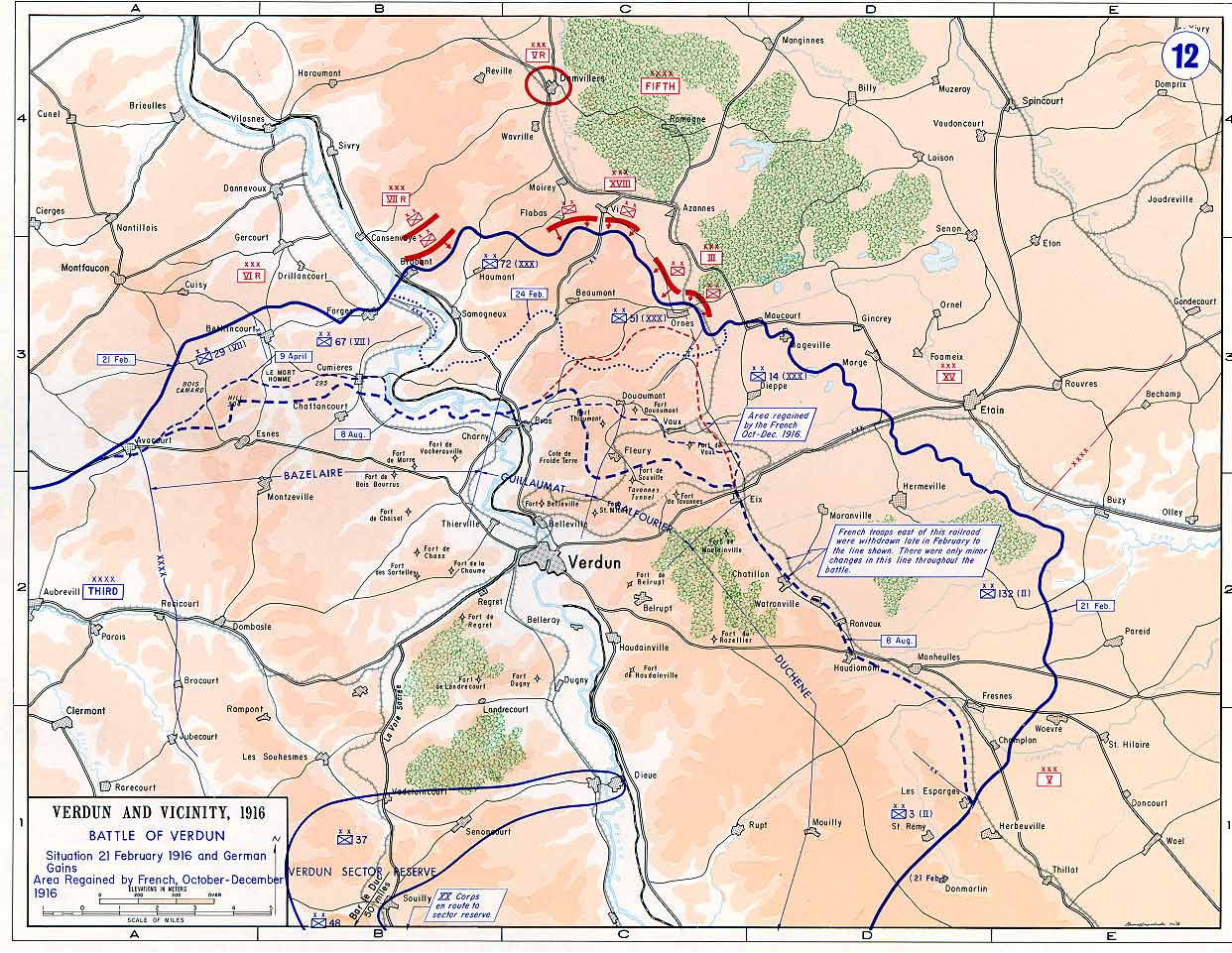
Верденська битва

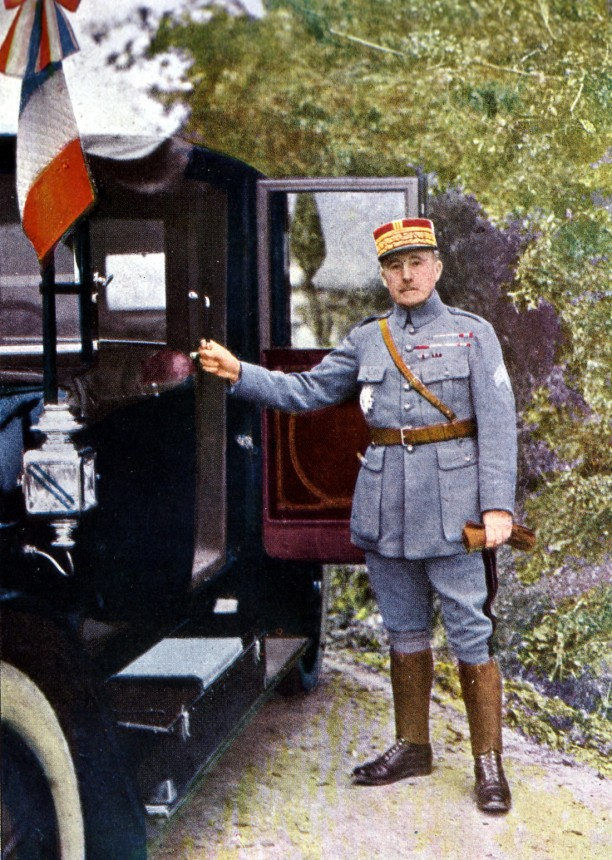
Дивізійний генерал Робер Нівель

Починаючи з серпня 1916 року стратегічна ініціатива перейшла в руки Нівеля, який зміг повернути укріплення Тіомон, Флері, висоту 304. 29 серпня за провал у Верденській битві був знятий з посади начальника німецького Генерального штабу генерал від інфантерії Е. фон Фалькенгайн. 2 вересня німці припинили свою спробу здобути Верден. 24 жовтня-2 листопада та 13-16 грудня 1916 року Нівель провів два стрімких та потужних наступи на правому берегу Маасу, в результаті яких здобув фортеці Дуомон, Во, села Безонво, Лувемон та Вашеровілль. 18 грудня французькі війська Нівеля вийшли до своєї 3-ї позиції, де перейшли до оборони. Військова битва під Верденом — найтриваліша та найзапекліша у Першій світовій війні, й одна з найбільших в історії військового мистецтва. У «верденській м'ясорубці», як її називали учасники, було перемелено 79 французьких і 50 німецьких дивізій.

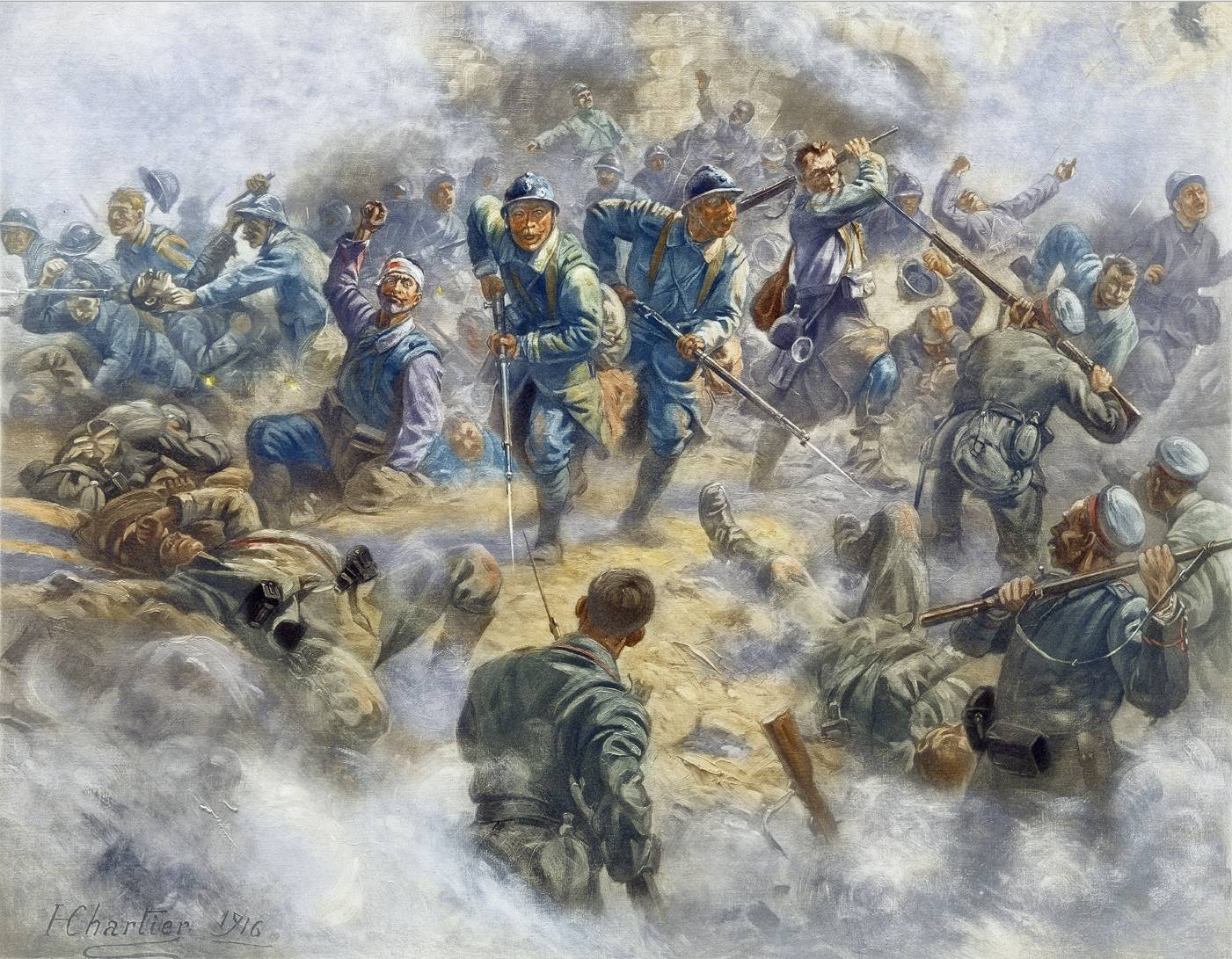
Верденська битва. Взяття форту Дуомон. 24 жовтня 1916

Дії генерала Нівеля під Верденом принесли йому велику славу, зробивши національним героєм. Успішне ведення Нівелем битви стало важливим фактором, що 12 грудня 1916 року призвело до рішення у політичному керівництві призначити його головнокомандувачем французькою армією. У січні 1917 року тодішній прем'єр-міністр Франції Арістід Бріан, який був надзвичайно вражений Нівелем, заявив іншим лідерам на Римській конференції, що під час атак Вердена Нівель заздалегідь надсилав телеграми з різних місць, досягнувши своїх визначених цілей точно відповідно до прогнозованого графіку наступу.
Втім, деякими військовими істориками вважається, що наслідком рішучих контрнаступальних дій Нівеля стала загибель десятків тисяч французьких солдатів. Так, на 12 червня від 2-ї армії залишилися тільки одна запасна бригада.
З призначенням генерала Робера Нівеля головнокомандувачем французька громадська думка вважала, що захисник Вердена зможе покінчити із позиційною формою війни, що затягнулася на роки, і провести рішучий прорив німецького фронту та нарешті завдати поразки Німецькій імперії. Для досягнення цієї мети прем'єр-міністр Великої Британії Ллойд Джордж тимчасово підпорядкував Нівелю усі британські війська, що перебували на той час у Франції. За задумом французького головнокомандувача на ділянці Аррас-Бапом і між річками Сена та Уаза планувалося скувати німців відволікаючими діями, а на ділянці Реймс-Суассон завдати найпотужнішого удару та здійснити прорив німецького фронту. Потім замкнути кільце оточення в районі Сен-Кантен—Гіз і оточити німецьке угруповання в районі Нуайона. Однак, командування німецької імперської армії, здобувши розвідувальну інформацію про наступ противника, що готується, до 16 березня 1917 року приховано відвело свої війська на укріплені позиції по рубежу «лінії Зігфрида» (Аррас—Сен-Кантен—Ла-Фер), вивівши більшість своїх сил з нуайонського виступу.
16 квітня почалася наймасштабніша стратегічна наступальна операція військ союзників проти німецької армії на Західному фронті. Союзні війська, що наступали між Суассоном та Реймсом силами 173 піхотних і 11 кавалерійських дивізій, загальною чисельністю 4,5 млн осіб, були зосереджені в низку груп армій: британську, групи армій «Північ» (генерал Ф. Фош), «Центр» (генерал Ф.Петен) і «Схід» (генерал Луї Франше д'Еспере) і резервна група (генерал Жозе Альфред Мішеле).
Головний удар завдавала група Мішеле; допоміжний удар — 1-ша, 3-тя та 5-та британські армії південніше Живанші на Дуе та Камбре. На напрямку головного удару Нівель зосередив 59 піхотних та 7 кавалерійських дивізій, понад 5 000 гармат і мінометів, 1000 літаків і 200 танків. Противник мав на цьому напрямку 27 дивізій, 2431 гармату і 640 літаків.
Зранку 16 квітня за потужній підтримці артилерії і танків англо-французьким військам вдалося прорвати 2 лінії оборони супротивника, але перед третьою лінією їх просування було зупинено німцями. Наступ тривав у формі повільного «прогризання» оборони і супроводжувався величезними втратами (понад 200 тис. осіб).
Величезні втрати в ході операції, яка отримала назву «бійні Нівеля», стали причиною повстань і заворушень у декількох корпусах французької армії, в тому числі в російських бригадах. У французькій армії хвилею пройшли заколоти, солдати відмовлялися підкорятися офіцерам, залишали свої позиції, захоплювали вантажівки та потяги, щоб вирушивти до Парижа. Заколот охопив 54 дивізії, 20 000 солдатів дезертували. Почалися страйки на військових заводах Франції. Новий головнокомандувач Філіпп Петен жорстко придушував виступи в армії, була введена смертна кара за відмову виконувати накази. Російський експедиційний корпус, що знаходився на Західному фронті, також охопив революційний рух.
Попри тому, що втрати були значно нижче, ніж у Верденській битві, пророкування Нівеля про неминучу перемогу зіграли злий жарт над головнокомандувачем. Французи були вкрай розчаровані таким перебігом подій і в усьому звинувачували Нівеля.
15 травня Нівель був знятий з посади головнокомандувача. У грудні 1917 року його призначили головнокомандувачем французьких військ у Північній Африці, прибравши подалі від Європи. У листопаді 1918 року він повернувся до Франції, коли Антанта здобула перемогу у війні. 1921 звільнився з армії.
22 березня 1924 року дивізійний генерал Робер Нівель помер у Парижі й був похований у Домі Інвалідів.